# 生田万の乱
生田万の乱（いくたよろずのらん）は、天保の大飢饉のさなか、天保8年（1837年）6月に国学者の生田万が越後国柏崎で貧民救済のため蜂起した事件。同年の大塩平八郎の乱の余波。

## 概要
上野国館林に生まれた万は、平田篤胤に入門し碧川好尚（篤胤の養子である平田銕胤の弟）とならぶ二大高弟の一人として平田塾（気吹舎）の塾頭を務め、篤胤に「後をつぐものは国秀」と将来を嘱望された人物である。篤胤は敬神尊王の志すこぶる厚く、幕政批判の言動も見え始めた万を危ぶんで帰藩を勧め、万はこれにしたがい館林藩に戻ったが、文政11年（1828年）、藩主に提出した藩政改革の書によって追放処分を受けた。
天保7年（1836年）、同門の樋口英哲に招かれて越後国柏崎へ移り、桜園塾を開いて国学を講じた。天保年間は大飢饉により多数の餓死者が出ていたが、そのような状況にあっても豪商や代官役人は結託して米を買い占める不正を働き、米価は暴騰して庶民生活を圧迫していた。そのような状況下で越後で貧民に食糧を与えるなどした万は人望を集めた。
天保8年（1837年）3月に大坂で蜂起した大塩平八郎に刺激され、同年5月30日、鈴木城之助ら同志5人とともに越後国桑名藩領荒浜村の庄屋の屋敷を襲撃して金品を奪って村民に与え、柏崎町への同行を誘った。翌6月1日、新しく加わった14名とともに、米の津出（つだし）を図る桑名藩陣屋を襲撃した。旗には「奉天命誅国賊」の文字が書かれていた。陣屋側は大混乱となったが、駆けつけた長岡藩の兵によって撃ち破られ、負傷した万は自刃した。妻と2人の幼い子供も自害したと伝わる。乱の翌日より米価は値下がりしたといわれている。

## 乱の性格
大塩の乱は、大砲を以て大坂市中を焼いたこと、下級幕吏と百姓の連合軍だったこと、銃撃戦が展開されたこと、檄文による政治思想の表明、一部被差別民の参加、武士出身の学者が首謀者であったことなど、従来の一揆とは異なる諸要素を含んでおり、それゆえ、従来以上の衝撃を日本全国にあたえた。
この乱にあたって、生田万は「大塩門弟」と称しており、檄文をまき大塩党であることを明示した直接的な波及事件といえる。同様の事件に、同じ天保8年に摂津国能勢で起こった能勢騒動がある。これ以降、一揆その他の騒擾は「世直し型」の様相を帯びるものが増えていった。